# Janet Patterson
Janet Patterson (Sídney, New South Wales; 12 de agosto de 1956- 21 de octubre de 2016) fue una diseñadora de vestuario australiana y diseñadora de producción. Ganó un premio BAFTA y cuatro premios del Instituto de Cine Australiano, y estuvo nominada para cuatro premios de la Academia.

## Educación y vida tempranas
Janet Patterson estudio en North Sydney Girls High School y luego en la Universidad Técnica del Este de Sídney (East Sydney Technical College) en la Universidad de Artes de Sídney (Sydney College of the Arts) recibiendo un Título de Artes en Diseño Interior y un diploma en Estudios Textiles y Diseño de Vestuario. Además de sus estudios en Sídney, Janet Patterson recibió la becaWinston Churchill Memorial Trust por estudiar arquitectura con Luigi Snozzi en Suiza. Comenzó su carrera en los años1980 trabajando en Diseño de Producción, Diseño de Vestuarios y en el set de Diseño para la ABC Television

## Premios y distinciones
Premios Óscar
| Año  | Categoría                 | Película            | Resultado |
| ---- | ------------------------- | ------------------- | --------- |
| 1994 | Mejor diseño de vestuario | The Piano           | Nominada  |
| 1997 | Mejor diseño de vestuario | Retrato de una dama | Nominada  |
| 1998 | Mejor diseño de vestuario | Óscar y Lucinda     | Nominada  |
| 2010 | Mejor diseño de vestuario | Bright Star         | Nominada  |

### BAFTA Premios
Ambos son en Vestuarios.
- The Piano – Ganadora
- Bright Star – Nominada

### Instituto de Película australiana
- The Last Days of Chez Nous – Nominada (diseño de producción)
- The Piano – Ganadora (Vestuario)
- Oscar and Lucinda – Ganadora (Vestuario)
- Bright Star – Ganadora (ambos por vestuarios y diseño de producción)

## Filmografía

### Diseño de Vestuario
- Far from the Madding Crowd (2015)
- Bright Star (2009)
- Peter Pan (2003)
- Holy Smoke! (1999)
- Oscar and Lucinda (1997)
- The Portrait of a Lady (1996)
- The Piano (1993)
- The Last Days of Chez Nous (1992)
- The Lizard King (1988)
- Two Friends (1986)
- Displaced Persons (1985)
- Palace of Dreams (1985)
- Sweet and Sour (1984)

### Diseño de producción
- Bright Star (2009)
- Holy Smoke! (1999)
- The Portrait of a Lady (1996)
- The Last Days of Chez Nous (1992)
- Come in Spinner (1990)
- Bodysurfer (1989)
- Edens Lost (1989)
- The Lizard King (1988)
- Two Friends (1986)
- Dancing Daze (1986)

### Otros
- Set de diseño para Four Corners en el mid-80s.[7]